# Côte picarde 2015
La 24e édition de la Côte picarde a eu lieu le 15 avril 2015. La course fait partie du calendrier UCI Europe Tour 2015 en catégorie 1.Ncup. C'est également la troisième épreuve de la Coupe des Nations espoirs.
L'épreuve a été remportée lors d'un sprint d'une cinquantaine de coureurs par l'Italien Simone Consonni (Équipe nationale d'Italie espoirs) qui s'impose respectivement devant le Britannique Owain Doull (Équipe nationale du Royaume-Uni espoirs) et le Norvégien Daniel Hoelgaard (Équipe nationale de Norvège espoirs).

## Présentation

### Équipes
Classée en catégorie 1.Ncup de l'UCI Europe Tour, la Côte picarde est par conséquent ouverte aux équipes nationales et aux équipes mixtes.
Vingt-sept équipes nationales participent à cette Côte picarde :
| Équipes nationales                      | Équipes nationales | Équipes nationales |
| Nom de l'équipe                         | Pays               | Code               |
| --------------------------------------- | ------------------ | ------------------ |
| Équipe nationale d'Allemagne espoirs    | Allemagne          | GER                |
| Équipe nationale d'Argentine espoirs    | Argentine          | ARG                |
| Équipe nationale d'Australie espoirs    | Australie          | AUS                |
| Équipe nationale d'Autriche espoirs     | Autriche           | AUT                |
| Équipe nationale de Belgique espoirs    | Belgique           | BEL                |
| Équipe nationale du Canada espoirs      | Canada             | CAN                |
| Équipe nationale du Danemark espoirs    | Danemark           | DEN                |
| Équipe nationale d'Espagne espoirs      | Espagne            | ESP                |
| Équipe nationale d'Estonie espoirs      | Estonie            | EST                |
| Équipe nationale des États-Unis espoirs | États-Unis         | USA                |
| Équipe nationale de France espoirs      | France             | FRA                |
| Équipe nationale d'Irlande espoirs      | Irlande            | IRL                |
| Équipe nationale d'Italie espoirs       | Italie             | ITA                |
| Équipe nationale du Japon espoirs       | Japon              | JPN                |
| Équipe nationale du Kazakhstan espoirs  | Kazakhstan         | KAZ                |
| Équipe nationale de Lettonie espoirs    | Lettonie           | LAT                |
| Équipe nationale du Luxembourg espoirs  | Luxembourg         | LUX                |
| Équipe nationale de Norvège espoirs     | Norvège            | NOR                |
| Équipe nationale des Pays-Bas espoirs   | Pays-Bas           | NED                |
| Équipe nationale de Pologne espoirs     | Pologne            | POL                |
| Équipe nationale du Portugal espoirs    | Portugal           | POR                |
| Équipe nationale du Royaume-Uni espoirs | Royaume-Uni        | GBR                |
| Équipe nationale de Russie espoirs      | Russie             | RUS                |
| Équipe nationale de Slovaquie espoirs   | Slovaquie          | SVK                |
| Équipe nationale de Slovénie espoirs    | Slovénie           | SLO                |
| Équipe nationale de Suède espoirs       | Suède              | SWE                |
| Équipe nationale de Suisse espoirs      | Suisse             | SUI                |

### Règlement de la course

#### Primes
Les vingt prix sont attribués suivant le barème de l'UCI,.
| Position | 1er     | 2e      | 3e    | 4e    | 5e    | 6e    | 7e    | 8e    | 9e    | 10e à 20e |
| Prix     | 2 425 € | 1 210 € | 607 € | 305 € | 240 € | 180 € | 180 € | 118 € | 118 € | 57 €      |

## Classements

### Classement final
| Classement final | Classement final         | Classement final | Classement final                        | Classement final   |
|                  | Coureur                  | Pays             | Équipe                                  | Temps              |
| ---------------- | ------------------------ | ---------------- | --------------------------------------- | ------------------ |
| 1er              | Simone Consonni          | Italie           | Équipe nationale d'Italie espoirs       | en 4 h 28 min 35 s |
| 2e               | Owain Doull              | Royaume-Uni      | Équipe nationale du Royaume-Uni espoirs | m.t                |
| 3e               | Daniel Hoelgaard         | Norvège          | Équipe nationale de Norvège espoirs     | m.t                |
| 4e               | Yoän Vérardo             | France           | Équipe nationale de France espoirs      | m.t                |
| 5e               | Aksel Nõmmela            | Estonie          | Équipe nationale d'Estonie espoirs      | m.t                |
| 6e               | Mads Pedersen            | Danemark         | Équipe nationale du Danemark espoirs    | m.t                |
| 7e               | Colin Joyce              | États-Unis       | Équipe nationale des États-Unis espoirs | m.t                |
| 8e               | Jan Dieteren             | Allemagne        | Équipe nationale d'Allemagne espoirs    | m.t                |
| 9e               | Przemysław Kasperkiewicz | Pologne          | Équipe nationale de Pologne espoirs     | m.t                |
| 10e              | Lucas Gaday              | Argentine        | Équipe nationale d'Argentine espoirs    | m.t                |
| modifier         |                          |                  |                                         |                    |

### Classement de l'UCI Coupe des Nations U23 2015
| Top dix de la Coupe des Nations espoirs à l'issue de la 3e manche | Top dix de la Coupe des Nations espoirs à l'issue de la 3e manche | Top dix de la Coupe des Nations espoirs à l'issue de la 3e manche | Top dix de la Coupe des Nations espoirs à l'issue de la 3e manche | Top dix de la Coupe des Nations espoirs à l'issue de la 3e manche |
| ----------------------------------------------------------------- | ----------------------------------------------------------------- | ----------------------------------------------------------------- | ----------------------------------------------------------------- | ----------------------------------------------------------------- |
|                                                                   | Coureur                                                           | Pays                                                              | Équipe                                                            | Point(s)                                                          |
| modifier                                                          |                                                                   |                                                                   |                                                                   |                                                                   |

### UCI Europe Tour
Cette Côte picarde attribue des points pour l'UCI Europe Tour 2015, par équipes seulement aux coureurs des équipes continentales professionnelles et continentales, individuellement à tous les coureurs sauf ceux faisant partie d'une équipe ayant un label WorldTeam.
| Position,          | 1er | 2e | 3e | 4e | 5e | 6e | 7e | 8e |
| Classement général | 40  | 30 | 16 | 12 | 10 | 8  | 6  | 3  |

## Liste des participants
- Liste de départ complète

| Légende | Légende                                                                    | Légende | Légende                                                    |
| ------- | -------------------------------------------------------------------------- | ------- | ---------------------------------------------------------- |
| Num     | Dossard de départ porté par le coureur sur cette Côte picarde              | Pos     | Position à l'arrivée de la course                          |
|         | Indique un maillot de champion national ou mondial, suivi de sa spécialité | NP      | Indique un coureur qui n'a pas pris le départ de la course |
| AB      | Indique un coureur qui n'a pas terminé la course                           | HD      | Indique un coureur qui a terminé la course hors des délais |

| Équipe nationale de Belgique espoirs BEL | Équipe nationale de Belgique espoirs BEL | Équipe nationale de Belgique espoirs BEL |
| ---------------------------------------- | ---------------------------------------- | ---------------------------------------- |
| Num                                      | Coureur                                  | Pos                                      |
| 1                                        | Jan Logier (BEL)                         | 60e                                      |
| 2                                        | Daan Myngheer (BEL)                      | 11e                                      |
| 3                                        | Aimé De Gendt (BEL)                      | 47e                                      |
| 4                                        | Christophe Noppe (BEL)                   | 83e                                      |
| 5                                        | Julien Kaise (BEL)                       | 16e                                      |
| 6                                        | Rob Leemans (BEL)                        | 88e                                      |
| Directeur sportif : Jean-Pierre Dubois   |                                          |                                          |

| Équipe nationale de Nouvelle-Zélande espoirs NZL | Équipe nationale de Nouvelle-Zélande espoirs NZL | Équipe nationale de Nouvelle-Zélande espoirs NZL |
| ------------------------------------------------ | ------------------------------------------------ | ------------------------------------------------ |
| Num                                              | Coureur                                          | Pos                                              |
| 11                                               |                                                  |                                                  |
| 12                                               |                                                  |                                                  |
| 13                                               |                                                  |                                                  |
| 14                                               |                                                  |                                                  |
| 15                                               |                                                  |                                                  |
| 16                                               |                                                  |                                                  |
| Directeur sportif : Dirk Van Hove                |                                                  |                                                  |

| Équipe nationale d'Allemagne espoirs GER | Équipe nationale d'Allemagne espoirs GER | Équipe nationale d'Allemagne espoirs GER |
| ---------------------------------------- | ---------------------------------------- | ---------------------------------------- |
| Num                                      | Coureur                                  | Pos                                      |
| 21                                       | Jan Brockhoff (GER)                      | 19e                                      |
| 22                                       | Jan Dieteren (GER)                       | 8e                                       |
| 23                                       | Jonas Koch (GER)                         | 112e                                     |
| 24                                       | Nico Denz (GER)                          | 53e                                      |
| 25                                       | Nils Politt (GER)                        | AB                                       |
| 26                                       | Johannes Weber (GER)                     | 114e                                     |
| Directeur sportif : Ralf Grabsch         |                                          |                                          |

| Équipe nationale d'Argentine espoirs ARG | Équipe nationale d'Argentine espoirs ARG | Équipe nationale d'Argentine espoirs ARG |
| ---------------------------------------- | ---------------------------------------- | ---------------------------------------- |
| Num                                      | Coureur                                  | Pos                                      |
| 31                                       | Facundo Crisafulli (ARG)                 | 59e                                      |
| 32                                       | Juan Ignacio Curuchet (ARG)              | 118e                                     |
| 33                                       | Sebastián Trillini (ARG)                 | AB                                       |
| 34                                       |                                          |                                          |
| 35                                       | Federico Vivas (ARG)                     | AB                                       |
| 36                                       | Lucas Gaday (ARG)                        | 10e                                      |
| Directeur sportif : Mirko Rossato        |                                          |                                          |

| Équipe nationale d'Australie espoirs AUS | Équipe nationale d'Australie espoirs AUS | Équipe nationale d'Australie espoirs AUS |
| ---------------------------------------- | ---------------------------------------- | ---------------------------------------- |
| Num                                      | Coureur                                  | Pos                                      |
| 41                                       | Harry Carpenter (AUS)                    | 108e                                     |
| 42                                       | Alexander Clements (AUS)                 | 120e                                     |
| 43                                       | Jack Haig (AUS)                          | 23e                                      |
| 44                                       | Robert-Jon McCarthy (AUS)                | 62e                                      |
| 45                                       | Alexander Edmondson (AUS)                | 113e                                     |
| 46                                       | Oscar Stevenson (AUS)                    | AB                                       |
| Directeur sportif : James Victor         |                                          |                                          |

| Équipe nationale d'Autriche espoirs AUT | Équipe nationale d'Autriche espoirs AUT | Équipe nationale d'Autriche espoirs AUT |
| --------------------------------------- | --------------------------------------- | --------------------------------------- |
| Num                                     | Coureur                                 | Pos                                     |
| 51                                      | Daniel Biedermann (AUT)                 | AB                                      |
| 52                                      | Andreas Walzel (AUT)                    | 87e                                     |
| 53                                      | Felix Großschartner (AUT)               | 49e                                     |
| 54                                      | Gregor Mühlberger (AUT)                 | NP                                      |
| 55                                      |                                         |                                         |
| 56                                      | Alexander Wachter (AUT)                 | 32e                                     |
| Directeur sportif : Franz Hartl         |                                         |                                         |

| Équipe nationale du Canada espoirs CAN | Équipe nationale du Canada espoirs CAN | Équipe nationale du Canada espoirs CAN |
| -------------------------------------- | -------------------------------------- | -------------------------------------- |
| Num                                    | Coureur                                | Pos                                    |
| 61                                     | Sean Mackinnon (CAN)                   | 38e                                    |
| 62                                     | Edward Walsh (CAN)                     | 96e                                    |
| 63                                     | William Elliott (CAN)                  | 104e                                   |
| 64                                     | Adam Jamieson (CAN)                    | 74e                                    |
| 65                                     | Alexander Cowan (CAN)                  | 76e                                    |
| 66                                     | Benjamin Perry (CAN)                   | 56e                                    |
| Directeur sportif : Luc Arseneau       |                                        |                                        |

| Équipe nationale du Danemark espoirs DEN | Équipe nationale du Danemark espoirs DEN | Équipe nationale du Danemark espoirs DEN |
| ---------------------------------------- | ---------------------------------------- | ---------------------------------------- |
| Num                                      | Coureur                                  | Pos                                      |
| 71                                       | Søren Kragh Andersen (DEN)               | 51e                                      |
| 72                                       | Michael Carbel Svendgaard (DEN)          | 82e                                      |
| 73                                       | Mads Pedersen (DEN)                      | 6e                                       |
| 74                                       | Mads Würtz Schmidt (DEN)                 | 111e                                     |
| 75                                       | Jonas Gregaard (DEN)                     | 50e                                      |
| 76                                       | Magnus Bak Klaris (DEN)                  | 77e                                      |
| Directeur sportif : Morten Bennekou      |                                          |                                          |

| Équipe nationale d'Espagne espoirs ESP | Équipe nationale d'Espagne espoirs ESP | Équipe nationale d'Espagne espoirs ESP |
| -------------------------------------- | -------------------------------------- | -------------------------------------- |
| Num                                    | Coureur                                | Pos                                    |
| 81                                     | Mikel Aristi (ESP)                     | 27e                                    |
| 82                                     | Miguel Ángel Benito (ESP)              | 101e                                   |
| 83                                     | Álvaro Cuadros (ESP)                   | 78e                                    |
| 84                                     | Iván García (ESP)                      | 80e                                    |
| 85                                     | Xabier San Sebastián (ESP)             | AB                                     |
| 86                                     | Héctor Sáez (ESP)                      | 36e                                    |
| Directeur sportif : Pascual Momparler  |                                        |                                        |

| Équipe nationale d'Estonie espoirs EST | Équipe nationale d'Estonie espoirs EST | Équipe nationale d'Estonie espoirs EST |
| -------------------------------------- | -------------------------------------- | -------------------------------------- |
| Num                                    | Coureur                                | Pos                                    |
| 91                                     | Norman Vahtra (EST)                    | 100e                                   |
| 92                                     | Ekke-Kaur Vosman (EST)                 | 99e                                    |
| 93                                     | Josten Vaidem (EST)                    | 89e                                    |
| 94                                     | Steven Kalf (EST)                      | AB                                     |
| 95                                     | Timmo Jeret (EST)                      | AB                                     |
| 96                                     | Aksel Nõmmela (EST)                    | 5e                                     |
| Directeur sportif : Rene Mandri        |                                        |                                        |

| Équipe nationale de France espoirs FRA   | Équipe nationale de France espoirs FRA | Équipe nationale de France espoirs FRA |
| ---------------------------------------- | -------------------------------------- | -------------------------------------- |
| Num                                      | Coureur                                | Pos                                    |
| 101                                      | Franck Bonnamour (FRA)                 | 57e                                    |
| 102                                      | Rémi Cavagna (FRA)                     | 33e                                    |
| 103                                      | Fabien Grellier (FRA)                  | 70e                                    |
| 104                                      | Dylan Kowalski (FRA)                   | 98e                                    |
| 105                                      | Nans Peters (FRA)                      | 39e                                    |
| 106                                      | Yoän Vérardo (FRA)                     | 4e                                     |
| Directeur sportif : Pierre-Yves Chatelon |                                        |                                        |

| Équipe nationale du Royaume-Uni espoirs GBR | Équipe nationale du Royaume-Uni espoirs GBR | Équipe nationale du Royaume-Uni espoirs GBR |
| ------------------------------------------- | ------------------------------------------- | ------------------------------------------- |
| Num                                         | Coureur                                     | Pos                                         |
| 111                                         | Owain Doull (GBR)                           | 2e                                          |
| 112                                         | Jonathan Dibben (GBR)                       | 117e                                        |
| 113                                         | Oliver Wood (GBR)                           | 116e                                        |
| 114                                         | Germain Burton (GBR)                        | 25e                                         |
| 115                                         | Mark Stewart (GBR)                          | AB                                          |
| 116                                         | Christopher Latham (GBR)                    | 107e                                        |
| Directeur sportif : Keith Lambert           |                                             |                                             |

| Équipe nationale d'Italie espoirs ITA | Équipe nationale d'Italie espoirs ITA | Équipe nationale d'Italie espoirs ITA |
| ------------------------------------- | ------------------------------------- | ------------------------------------- |
| Num                                   | Coureur                               | Pos                                   |
| 121                                   | Davide Ballerini (ITA)                | 123e                                  |
| 122                                   | Simone Consonni (ITA)                 | 1er                                   |
| 123                                   | Riccardo Donato (ITA)                 | 121e                                  |
| 124                                   | Davide Martinelli (ITA)               | 85e                                   |
| 125                                   | Gianni Moscon (ITA)                   | 54e                                   |
| 126                                   | Francesco Rosa (ITA)                  | 110e                                  |
| Directeur sportif : Marino Amadori    |                                       |                                       |

| Équipe nationale d'Irlande espoirs IRL | Équipe nationale d'Irlande espoirs IRL | Équipe nationale d'Irlande espoirs IRL |
| -------------------------------------- | -------------------------------------- | -------------------------------------- |
| Num                                    | Coureur                                | Pos                                    |
| 131                                    | Daniel Stewart (IRL)                   | 106e                                   |
| 132                                    | Javan Nulty (IRL)                      | 81e                                    |
| 133                                    | Jack Wilson (IRL)                      | AB                                     |
| 134                                    |                                        |                                        |
| 135                                    | Edward Dunbar (IRL)                    | 42e                                    |
| 136                                    | Sean McKenna (IRL)                     | 65e                                    |
| Directeur sportif : Kurt Bogaerts      |                                        |                                        |

| Équipe nationale du Japon espoirs JPN | Équipe nationale du Japon espoirs JPN | Équipe nationale du Japon espoirs JPN |
| ------------------------------------- | ------------------------------------- | ------------------------------------- |
| Num                                   | Coureur                               | Pos                                   |
| 141                                   | Yūma Koishi (JPN)                     | 55e                                   |
| 142                                   | Toshiki Omote (JPN)                   | AB                                    |
| 143                                   | Atsushi Oka (JPN)                     | 112e                                  |
| 144                                   | Ohko Shimizu (JPN)                    | AB                                    |
| 145                                   | Naoya Uchino (JPN)                    | 115e                                  |
| 146                                   | Yuri Kobashi (JPN)                    | 92e                                   |
| Directeur sportif : Akira Asada       |                                       |                                       |

| Équipe nationale du Kazakhstan espoirs KAZ | Équipe nationale du Kazakhstan espoirs KAZ | Équipe nationale du Kazakhstan espoirs KAZ |
| ------------------------------------------ | ------------------------------------------ | ------------------------------------------ |
| Num                                        | Coureur                                    | Pos                                        |
| 151                                        | Tilegen Maidos (KAZ)                       | 63e                                        |
| 152                                        | Grigoriy Shtein (KAZ)                      | AB                                         |
| 153                                        | Roman Semyonov (KAZ)                       | 41e                                        |
| 154                                        | Yuriy Natarov (KAZ)                        | 64e                                        |
| 155                                        | Anton Kuzmin (KAZ)                         | AB                                         |
| 156                                        | Sergey Shemyakin (KAZ)                     | 90e                                        |
| Directeur sportif : Kairat Baigudinov      |                                            |                                            |

| Équipe nationale de Lettonie espoirs LAT | Équipe nationale de Lettonie espoirs LAT | Équipe nationale de Lettonie espoirs LAT |
| ---------------------------------------- | ---------------------------------------- | ---------------------------------------- |
| Num                                      | Coureur                                  | Pos                                      |
| 161                                      | Krists Neilands (LAT)                    | 21e                                      |
| 162                                      | Arturs Belevics (LAT)                    | 95e                                      |
| 163                                      | Deins Kaņepējs (LAT)                     | AB                                       |
| 164                                      |                                          |                                          |
| 165                                      | Aleksandrs Rubļevskis (LAT)              | 94e                                      |
| 166                                      | Mārtiņš Savickis (LAT)                   | 93e                                      |
| Directeur sportif : Toms Flaksis         |                                          |                                          |

| Équipe nationale du Luxembourg espoirs LUX | Équipe nationale du Luxembourg espoirs LUX | Équipe nationale du Luxembourg espoirs LUX |
| ------------------------------------------ | ------------------------------------------ | ------------------------------------------ |
| Num                                        | Coureur                                    | Pos                                        |
| 171                                        | Massimo Morabito (LUX)                     | 102e                                       |
| 172                                        | Joé Wengler (LUX)                          | AB                                         |
| 173                                        | Tom Wirtgen (LUX)                          | 17e                                        |
| 174                                        | Sven Fritsch (LUX)                         | AB                                         |
| 175                                        | Max Englaro (LUX)                          | AB                                         |
| 176                                        | Ivan Centrone (LUX)                        | AB                                         |
| Directeur sportif : Bernhard Baldinger     |                                            |                                            |

| Équipe nationale de Norvège espoirs NOR | Équipe nationale de Norvège espoirs NOR | Équipe nationale de Norvège espoirs NOR |
| --------------------------------------- | --------------------------------------- | --------------------------------------- |
| Num                                     | Coureur                                 | Pos                                     |
| 181                                     | Daniel Hoelgaard (NOR)                  | 3e                                      |
| 182                                     | Amund Grøndahl Jansen (NOR)             | 28e                                     |
| 183                                     | Fridtjof Røinås (NOR)                   | AB                                      |
| 184                                     | Tormod Hausken Jacobsen (NOR)           | 44e                                     |
| 185                                     | Anders Skaarseth (NOR)                  | 46e                                     |
| 186                                     | Truls Engen Korsæth (NOR)               | 52e                                     |
| Directeur sportif : Stig Kristiansen    |                                         |                                         |

| Équipe nationale des Pays-Bas espoirs NED | Équipe nationale des Pays-Bas espoirs NED | Équipe nationale des Pays-Bas espoirs NED |
| ----------------------------------------- | ----------------------------------------- | ----------------------------------------- |
| Num                                       | Coureur                                   | Pos                                       |
| 191                                       | Merijn Korevaar (NED)                     | AB                                        |
| 192                                       | Peter Lenderink (NED)                     | 91e                                       |
| 193                                       | Sjoerd Bax (NED)                          | 61e                                       |
| 194                                       | Steven Lammertink (NED)                   | 84e                                       |
| 195                                       | Twan Brusselman (NED)                     | 15e                                       |
| 196                                       | Koen Bouwman (NED)                        | 29e                                       |
| Directeur sportif : Arthur van Dongen     |                                           |                                           |

| Équipe nationale de Pologne espoirs POL | Équipe nationale de Pologne espoirs POL | Équipe nationale de Pologne espoirs POL |
| --------------------------------------- | --------------------------------------- | --------------------------------------- |
| Num                                     | Coureur                                 | Pos                                     |
| 201                                     | Arkadiusz Owsian (POL)                  | 66e                                     |
| 202                                     | Michał Paluta (POL)                     | 86e                                     |
| 203                                     | Przemysław Kasperkiewicz (POL)          | 9e                                      |
| 204                                     | Patryk Stosz (POL)                      | AB                                      |
| 205                                     | Piotr Konwa (POL)                       | 30e                                     |
| 206                                     | Mateusz Kazimierczak (POL)              | 124e                                    |
| Directeur sportif : Marek Leśniewski    |                                         |                                         |

| Équipe nationale du Portugal espoirs POR | Équipe nationale du Portugal espoirs POR | Équipe nationale du Portugal espoirs POR |
| ---------------------------------------- | ---------------------------------------- | ---------------------------------------- |
| Num                                      | Coureur                                  | Pos                                      |
| 211                                      | Ruben Guerreiro (POR)                    | 18e                                      |
| 212                                      | João Rodrigues (POR)                     | 97e                                      |
| 213                                      | Luís Gomes (POR)                         | 34e                                      |
| 214                                      | Rui Carvalho (POR)                       | 45e                                      |
| 215                                      | Rui Oliveira (POR)                       | 22e                                      |
| 216                                      | César Martingil (POR)                    | 119e                                     |
| Directeur sportif : José Poeira          |                                          |                                          |

| Équipe nationale de Slovaquie espoirs SVK | Équipe nationale de Slovaquie espoirs SVK | Équipe nationale de Slovaquie espoirs SVK |
| ----------------------------------------- | ----------------------------------------- | ----------------------------------------- |
| Num                                       | Coureur                                   | Pos                                       |
| 221                                       | Ľuboš Malovec (SVK)                       | 31e                                       |
| 222                                       | Erik Baška (SVK)                          | AB                                        |
| 223                                       | Róbert Málik (SVK)                        | AB                                        |
| 224                                       | Juraj Lajcha (SVK)                        | AB                                        |
| 225                                       | Juraj Bellan (SVK)                        | 43e                                       |
| 226                                       | Milan Holomek (SVK)                       | AB                                        |
| Directeur sportif : Martin Riška          |                                           |                                           |

| Équipe nationale de Slovénie espoirs SLO | Équipe nationale de Slovénie espoirs SLO | Équipe nationale de Slovénie espoirs SLO |
| ---------------------------------------- | ---------------------------------------- | ---------------------------------------- |
| Num                                      | Coureur                                  | Pos                                      |
| 231                                      | Marko Pavlic (SLO)                       | 35e                                      |
| 232                                      | Martin Otoničar (SLO)                    | AB                                       |
| 233                                      | Rok Korošec (SLO)                        | 12e                                      |
| 234                                      | Domen Novak (SLO)                        | 58e                                      |
| 235                                      | Gašper Katrašnik (SLO)                   | NP                                       |
| 236                                      | David Per (SLO)                          | AB                                       |
| Directeur sportif : Martin Hvastija      |                                          |                                          |

| Équipe nationale de Suisse espoirs SUI | Équipe nationale de Suisse espoirs SUI | Équipe nationale de Suisse espoirs SUI |
| -------------------------------------- | -------------------------------------- | -------------------------------------- |
| Num                                    | Coureur                                | Pos                                    |
| 241                                    | Théry Schir (SUI)                      | 26e                                    |
| 242                                    | Lukas Spengler (SUI)                   | 109e                                   |
| 243                                    | Tom Bohli (SUI)                        | 37e                                    |
| 244                                    | Dylan Page (SUI)                       | 75e                                    |
| 245                                    | Fabian Lienhard (SUI)                  | 20e                                    |
| 246                                    | Maxime Froidevaux (SUI)                | 125e                                   |
| Directeur sportif : Danilo Hondo       |                                        |                                        |

| Équipe nationale des États-Unis espoirs USA | Équipe nationale des États-Unis espoirs USA | Équipe nationale des États-Unis espoirs USA |
| ------------------------------------------- | ------------------------------------------- | ------------------------------------------- |
| Num                                         | Coureur                                     | Pos                                         |
| 251                                         | Miguel Bryon (USA)                          | 68e                                         |
| 252                                         | Justin Oien (USA)                           | 67e                                         |
| 253                                         | Colin Joyce (USA)                           | 7e                                          |
| 254                                         | Neilson Powless (USA)                       | 79e                                         |
| 255                                         | William Barta (USA)                         | 105e                                        |
| 256                                         | Philip O'Donnell (USA)                      | 69e                                         |
| Directeur sportif : Michael Sayers          |                                             |                                             |

| Équipe nationale de Suède espoirs SWE | Équipe nationale de Suède espoirs SWE | Équipe nationale de Suède espoirs SWE |
| ------------------------------------- | ------------------------------------- | ------------------------------------- |
| Num                                   | Coureur                               | Pos                                   |
| 261                                   | Filip Bengtsson (SWE)                 | AB                                    |
| 262                                   | Gustav Höög (SWE)                     | AB                                    |
| 263                                   | Hampus Anderberg (SWE)                | 48e                                   |
| 264                                   | Pontus Kastemyr (SWE)                 | 103e                                  |
| 265                                   | Ludvig Bengtsson (SWE)                | 24e                                   |
| 266                                   | Lucas Eriksson (SWE)                  | 40e                                   |
| Directeur sportif : Martin Vestby     |                                       |                                       |

| Équipe nationale de Russie espoirs RUS | Équipe nationale de Russie espoirs RUS | Équipe nationale de Russie espoirs RUS |
| -------------------------------------- | -------------------------------------- | -------------------------------------- |
| Num                                    | Coureur                                | Pos                                    |
| 271                                    | Mamyr Stash (RUS)                      | 13e                                    |
| 272                                    | Artem Nych (RUS)                       | 73e                                    |
| 273                                    | Igor Kuznetsov (RUS)                   | 71e                                    |
| 274                                    | Roman Kustadinchev (RUS)               | 72e                                    |
| 275                                    | Stepan Kurianov (RUS)                  | NP                                     |
| 276                                    | Ruslan Giliazov (RUS)                  | 14e                                    |
| Directeur sportif : Irakli Abramyan    |                                        |                                        |